# Slag om het Zuiderpark
De slag om het Zuiderpark verwijst naar de gewelddadige voetbalrellen tussen aanhangers van Ajax en FC Den Haag op het Zuiderparkstadion in Den Haag op 1 maart 1987. Deze rellen werden gezien als de allereerste grote voetbalrellen van het Nederlandse voetbal en werden tot de slag bij Beverwijk (bijna precies tien jaar later) gezien als het absolute dieptepunt in de geschiedenis van het Nederlandse voetbal. 

## Voorgeschiedenis
Sinds het begin van de jaren 70 werd het voetbal in Nederland steeds meer gekenmerkt door geweld, met name jonge voetbalsupporters werden steeds gewelddadiger. De voornaamste reden waren de Engelse voetbalhooligans; zij werden door de Nederlandse supporters steeds meer als een groot voorbeeld gezien, waarna Nederlandse supporters steeds meer overnamen van de Engelse. Zo werden er clubliederen gezongen en werd er met vlaggen en spandoeken gezwaaid. Midden jaren 70 werden hierdoor o.a. de F-Side, de harde kern van Ajax, en de Bunnikzijde, de harde kern van FC Utrecht, opgericht. Hierdoor speelde vuurwerk, drugs en alcohol en wapens, zoals stokken en fietskettingen, een steeds grotere rol. 
In de jaren 80 nam voetbalvandalisme steeds ergere vormen aan. Steeds vaker raakte de ene harde kern steeds meer slaags met de ander. Het was toen voor het eerst dat voetbal steeds meer als oorlog werd gezien. In 1985 vond het Heizeldrama tussen Liverpool en Juventus plaats. Hierdoor ontstond in Nederland de hoop dat zulke taferelen daar nooit plaats zouden vinden. Maar het geweld tussen Nederlandse voetbalclubs is na het Heizeldrama er niet minder op geworden, integendeel.

## De rellen
Zondag, 1 maart 1987. FC Den Haag speelt thuis tegen Ajax. Op Station Amsterdam Centraal hebben zo'n 800 Ajaxsupporters zich verzameld. Een deel van hen zijn door de combinatie van alcohol en het destijds populaire Rohypnol (bekend onder de bijnaam Rooie Knol) niet meer te houden. Hoewel de reis naar Den Haag zonder problemen verloopt, eindigt de reis voor hen op Station Den Haag Centraal, waar de Mobiele Eenheid klaar staat om de sfeer op orde te houden. Ajaxsupporters worden via bussen naar het stadion gebracht. Zo'n 22.000 fans waren aanwezig. Eenmaal aangekomen wordt er al met vuurwerk gegooid, maar de sfeer blijft onder controle. 
Net voordat de wedstrijd begint bestormen drie supporters van FC Den Haag het vak van de Ajaxsupporters en proberen o.a. een spandoek en de vlag van Amsterdam te grijpen. Hierop wordt de F-Side woedend en moet alles wat op hun pad komt het ontgelden; kraampjes werden gesloopt, hekken werden vernield en er werd met betonblokken gegooid. Als de teams van beide ploegen op het veld verschijnen besluit scheidsrechter Henk van Ettekoven dat de wedstrijd zo niet gespeeld kan worden. Van Ettekoven en destijds trainer van Ajax Johan Cruijff roepen beiden op te stoppen met het gooien. Tien minuten later wordt de wedstrijd alsnog gespeeld. 
Tijdens de wedstrijd bleef het rustig. Van Ettekoven beschreef het begin later als een leuke en sportieve wedstrijd. Ajax stond met 2-0 voor en er viel in het veld geen wanklank. Maar even later krijgt René Stam het moeilijk door Ajaxsupporters en wordt er door de supporters van FC Den Haag Wij gaan op jodenjacht geroepen. Uiteindelijk besluit Van Ettekoven dat de spelers van beide ploegen terug naar de catacomben gaan en de Mobiele Eenheid voert een charge uit op de supporters van FC Den Haag. Er worden klappen uitgedeeld en supporters worden onder de voet gelopen. De wedstrijd wordt even later gestaakt. FC Den Haag moet een boete van ƒ10.000 betalen en een wedstrijd zonder publiek. Ajax krijgt een voorwaardelijk straf van ook een wedstrijd zonder publiek.
Na de rellen in het Zuiderparkstadion nam het aantal ongeregeldheden in stadions flink af. Dit kwam mede doordat:
- stewards zich meer met de gang van zaken in het stadion mochten bemoeien
- er steeds meer gebruik werd gemaakt van cameratoezicht
- de staanplaatsen en stoeptegels verdwenen
- hekken vervangen werden door geulen waar moeilijk overheen gesprongen kon worden